# Echymipera davidi
Echymipera davidi, conhecido como bandicoot-espinhoso-de-david(a), é uma espécie de marsupial da família Peramelidae, endêmica da Papua-Nova Guiné. É encontrada somente na ilha Kiriwina (Ilhas Trobriand).

## Características
Esta espécie foi nomeada para homenagear David Flannery, filho do descritor Tim Flannery. É possível que a população da ilha de D’Entrecasteaux (Goodenough, Fergusson e Normanby) se relaciona a este tipo, porque elas assemelham ao longo de algumas partes, mas já são classificadas como E. rufescens.
Esta espécie não têm o caroço preto nas patas traseiras. O comprimento do corpo e cabeça é de 32–39 cm, o comprimento da cauda é de 10 cm e pesam cerca de 950 gramas.

## Hábitos alimentares
Alimentam-se de frutas, sementes, raízes.

## Habitat
Habitam as florestas subtropicais ou tropicais secas.

## Distribuição Geográfica
Vive apenas na ilha Kiriwina, ilhas Trobriand, Nova Guiné.